# Gastroparesi
La gastroparesi è una malattia che consiste nella paresi (parziale paralisi) dello stomaco, che comporta la stagnazione del cibo nell'antro per un periodo molto più lungo del normale. Normalmente, lo stomaco si contrae per spingere l'alimento giù nel piccolo intestino per la digestione. Il nervo vago regola e controlla queste contrazioni. La gastroparesi può insorgere nel caso in cui il nervo vago è danneggiato, e i muscoli dello stomaco e intestinali non lavorano più correttamente. Il cibo si muove lentamente o si ferma lungo il tratto digestivo per ore.

## Cause
La gastroparesi può essere cronica o transitoria.

### Gastroparesi transitoria
La gastroparesi transitoria può verificarsi a causa di malattie acute di qualsiasi genere, per l'uso di trattamenti tipici per il cancro o di altri farmaci che possono influenzare l'attività digestiva. 

### Gastroparesi cronica
La gastroparesi cronica è spesso invece causata da neuropatia autonomica. Essa può incorrere in persone affette da diabete di tipo 1,diabete di tipo 2. Il nervo vago finisce per danneggiarsi dopo anni di glicemia alta, scatenando la gastroparesi. La gastroparesi cronica può essere causata anche da altri tipi di danni al nervo vago, per esempio conseguenti ad un intervento chirurgico addominale.
La gastroparesi idiopatica rappresenta invece un terzo di tutti i casi cronici; questa sembra sia dovuta in molti di questi casi ad una risposta autoimmunitaria che ha avuto origine da un'infezione virale acuta.

## Segni e sintomi
I più comuni sintomi della gastroparesi sono
- Nausea cronica
- Vomito (in particolare di cibo indigerito)
- Sazietà precoce

Altri sintomi includono
- Bruciore di stomaco
- Perdita di peso
- Dolore e spasmi addominali
- Gonfiore addominale
- Eruttazioni
- Mancanza di appetito
- Reflusso gastroesofageo
- Spasmi della parete dello stomaco

La nausea mattutina può indicare la gastroparesi. È importante notare come il vomito possa non verificarsi in tutti i casi.

## Diagnosi e terapie
La gastroparesi può essere diagnosticata con il test di svuotamento gastrico. La diagnosi clinica per la gastroparesi si definisce in base al tempo con cui si svuota lo stomaco, e la gravità dei sintomi non è necessariamente correlata alla gravità della gastroparesi.
Una dieta a basso contenuto di fibre e in alcuni casi delle restrizioni riguardo a grassi e/solidi, può dare giovamento, mentre, benché non vi siano cure definite, vengono adoperati per via orale farmaci per tenere sotto controllo i disturbi come la metoclopramide, l'eritromicina e il domperidone; per i pazienti diabetici vi è la correzione nei dosaggi di insulina, mentre per quelli affetti da gastroparesi cronica, sovente e nel caso in cui i trattamenti farmaceutici si rivelino inefficaci, la digiunostomia, la nutrizione parenterale, l'impianto di un elettrostimolatore gastrico ("Pace-Maker Gastrico"), oggi impiantabile anche per via laparoscopica o robotica.
Il sildenafil, che aumenta il flusso di sangue alla zona genitale, è stato impiegato anche da alcuni operatori per stimolare il tratto gastrointestinale nella gastroparesi diabetica.
La mirtazapina è risultata utile poiché agisce sul recettore della serotonina stessa (5-HT3), così come il popolare anti-emetico ondansetron.

## Complicanze
Le principali complicanze della gastroparesi sono:
- Malnutrizione generale causata dai sintomi della malattia (che spesso includono vomito e diminuzione dell'appetito), così come i cambiamenti dietetici necessari per controllarla.
- Grave affaticamento e perdita di peso a causa di deficit calorico
- Ostruzione intestinale dovuta alla formazione di Bezoari (masse solide di cibo non digerito)
- Contaminazione Batterica causata dalla proliferazione nell'intestino di batteri